# Parc provincial de Turtle Mountain
La parc provincial de Turtle Mountain (anglais : Turtle Mountain Provincial Park) est un parc provincial du Manitoba (Canada). Ce parc de 185,4 km2 a été créé en 1961 dans le but de protéger une région représentative de la montagne de Tortue.